# Nordoard
 Nordoard de Rennes   (floruit Xe siècle)  est  évêque de Rennes vers 950.

## Contexte
Selon le cartulaire de Saint-Père;  Nordoard ou Nordoardus souscrit  avec Mabbon évêque de Léon vers 954 à Chartres lors de la fondation de l'abbaye Saint-Père de Chartres. Arthur de La Borderie place cet évènement dans le contexte de la suzeraineté exercée par Thibaut Ier sur le nord de la Bretagne après la mort d'Alain II de Bretagne
On ne sait rien d'autre de ce XIIe évêque de Rennes ,.